# Gabbalagodu, Belur
Gabbalagodu là một làng thuộc tehsil Belur, huyện Hassan, bang Karnataka, Ấn Độ.